# Erdélyi Párt
Az Erdélyi Párt egy, az 1940 és 1944 között Magyarországhoz visszacsatolt Észak-Erdélyben működő tömegpárt volt.
1940 októberében annak érdekében, hogy a második bécsi döntés következtében Magyarországhoz visszakerült Észak-Erdély lakosságának is legyen képviselete az Országgyűlésben, Teleki Pál miniszterelnök javaslatára, behívásos alapon, 45 személyt neveztek ki képviselőnek. Bár e képviselők nagy része korábban, a román fennhatóság alatt is részt vett az erdélyi politika alakításában (többnyire mint a Magyar Szövetség, az Országos Magyar Párt vagy a Romániai Magyar Népközösség tagja), de a behívást követően – korábbi politikai szervezetük megszűnése miatt – párton kívüli képviselőnek számítottak. Ezekből az erdélyi képviselőkből alakult meg 1940 november közepén először egy frakció: az Erdélyrészi Pártonkívüli Képviselők Csoportja, mely december 7-én kimondta önálló párttá való alakulását, az 1941. február 5-én tartott értekezletén pedig felvette az Erdélyi Párt nevet. 
A végleges megalakulásra az 1941. május 28-án Kolozsvárott megtartott alapító nagygyűlésen került sor. Ekkor választották meg a párt végleges országos vezetőit: Az elnök Teleki Béla lett; alelnökök: Ember Géza; dr. Kolumbán József (csíkszeredai ügyvéd); ügyvezető alelnök Albrecht Dezső; országos politikai főtitkár: Mikó Imre.
A párt az országgyűlésben elsősorban az erdélyi érdekeket képviselte. Dominanciára törekedett a régióban, annak érdekében, hogy megakadályozza a szélsőséges anyaországi politikai alakulatok, legfőképpen a Nyilaskeresztes Párt térnyerését Észak-Erdélyben. Igyekezett javítani a helyi lakosság szociális gondjain, közbenjárt a kormánynál a közellátási, közlekedési nehézségek csökkentése, munkanélküliség és hasonló problémák megoldása érdekében Hamarosan az ország keleti régiójának legfontosabb politikai szervezetévé vált. 1942 januárjára 700 helyi szervezete és 243 000 tagja volt Észak-Erdély 1 340 000 magyar lakosából.
Magyarország 1944 márciusában bekövetkezett német megszállása után a párt több politikusa háttérbe vonult, részt vállalt a zsidómentésben, és nem vett részt a parlament munkájában. 1944 augusztusában a kormány a pártot feloszlatta. Romániának a háborúból való kiugrása, illetve a szövetségesekhez való átállását követően a párt Erdélyben maradt képviselői és tisztviselői a kommunista Békepárttal és szociáldemokrata politikusokkal összefogva létrehozták az Erdélyi Magyar Tanácsot, amelynek keretében együttműködve igyekeztek előkészíteni a hatalomváltást; Horthy kormányzónál fegyverszünetet, Erdély katonai kiürítését, intézményeinek helyben maradását és Kolozsvár megkímélését igyekeztek elérni, részben sikerrel.